# TVOntario
TVOntario (TVO) – kanadyjski kanał telewizyjny o charakterze edukacyjnym. Został uruchomiony w 1970 roku.